# Kékszakállú
 Kékszakállú  es una película de Argentina filmada en colores dirigida por Gastón Solnicki sobre su propio guion escrito con la colaboración narrativa de María Alché, Matthew Porterfield y Guido Segal  que se estrenó el 7 de enero de 2017 y que tuvo como actores principales a Laila Maltz,  Lara Tarlowski, Katia Szechtman y Denise Groesman.
Kékszakállú significa Barba Azul en húngaro y el director tomó como referencia El castillo de Barba Azul, la única ópera creada por Béla Bartók.

## Sinopsis
La película narra el día a día de un grupo de jóvenes que alterna el descanso en Punta del Este con sus obligaciones en Buenos Aires.

## Reparto
- Laila Maltz
- Lara Tarlowski
- Katia Szechtman
- Denise Groesman
- Pedro Trocca
- Natali Maltz
- María Soldi

## Premios y nominaciones
Festival Internacional de Cine de Mar del Plata 2016
- Gastón Solniccki nominado para el Premio a la Mejor Película Latinoamericana.

Festival Internacional de Cine de Salónica 2016
- Gastón Solnicki nominado al Premio Alejandro de Oro.

Festival Internacional de Cine de Venecia 2016
- Gastón Solnicki ganador del Premio FIPRESCI a la Mejor Película en Horizonte.
- Gastón Solnicki nominado al Premio FIPRESCI a la Mejor Película en Horizonte.

## Comentarios
Pablo O. Scholz en Clarín dijo:

« …filme alejado de la narración lineal más convencional…Solnicki tomó como referencia El castillo de Barba Azul, la única ópera creada por Béla Bartók, pero no está en su intención nutrirse de su trama en términos evidentes. Las acciones transcurren principalmente en Punta del Este, donde la cámara va siguiendo en sus tiempos a chicos que se arrojan a una piscina desde un trampolín, a jóvenes que preparan sus tablas de surf, parejas que se aman, madres, un padre que quiere hacer un asado, amigas que cocinarán un pulpo. Técnicamente el filme gana con la belleza artística de sus planos y de la iluminación…. Es el tipo de película contemplativa, en la que las historias se van generando y apareciendo solas..»

The Hollywood Reporter escribió:

«…interesante acertijo para una crítica…parece casi imposible describir la trama de este drama experimental….La vinculación temática con la ópera de Bartok, cuya música es usada en algunos pasajes de la banda de sonido, es tenue en el mejor de los casos e inexplicable, en el peor….tono poético, minimalista…la película evita una estructura narrativa prefiriendo intentar transmitir estados de ánimo de sus apenas delineados personajes al entrar en la adultez. Las oníricas imágenes son ciertamente atrapantes, sea que muestren a las jóvenes retozando en la piscina, estudiando para sus exámenes, trabajando en una fábrica o inmersas en sus actividades domésticas; su seguimiento está marcado por una sensual, palpable, cualidad que, por lo menos momentáneamente, retiene nuestra atención incluso aunque no sepamos qué es lo que realmente está sucediendo.» 